# Astrocladus
Astrocladus is een geslacht van slangsterren uit de familie Gorgonocephalidae.

## Soorten
- Astrocladus africanus Mortensen, 1933
- Astrocladus annulatus (Matsumoto, 1912)
- Astrocladus coniferus (Döderlein, 1902)
- Astrocladus dofleini Döderlein, 1910
- Astrocladus euryale (Retzius, 1783)
- Astrocladus exiguus (Lamarck, 1816)
- Astrocladus hirtus Mortensen, 1933
- Astrocladus ludwigi (Döderlein, 1896)
- Astrocladus pardalis (Döderlein, 1902)
- Astrocladus tonganus Döderlein, 1911